# Dactylispa spinigera
Dactylispa spinigera es una especie de insecto coleóptero de la familia Chrysomelidae.
Fue descrita científicamente en 1817 por Gyllenhaal.